# Dülmener Zeitung

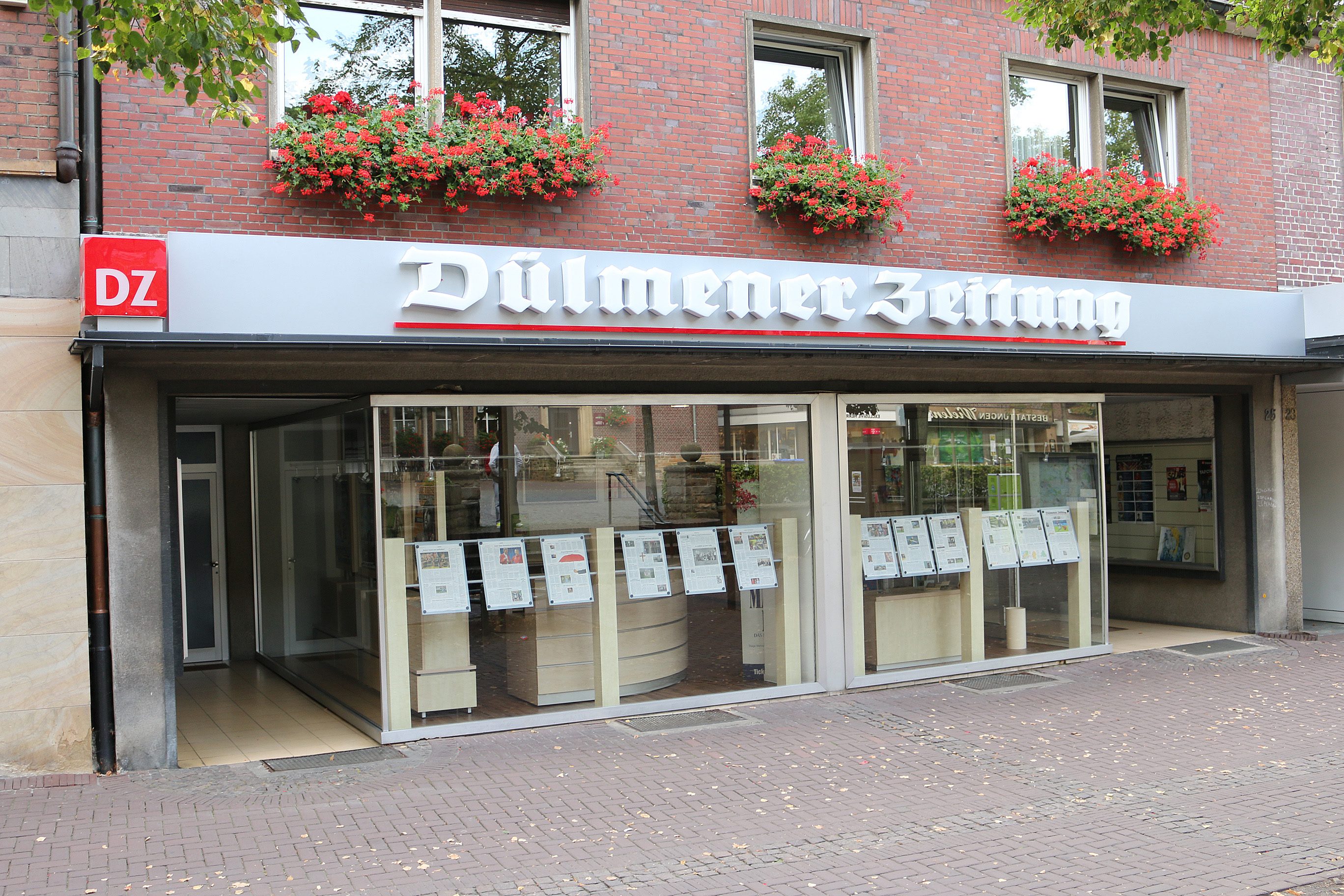
Geschäftsstelle der Dülmener Zeitung

Die Dülmener Zeitung ist die einzige Tageszeitung in Dülmen sowie den Ortsteilen Buldern, Hiddingsel, Hausdülmen, Merfeld und Rorup. Entstanden ist sie unter ihrer heutigen Bezeichnung am 1. Oktober 1907 aus dem Dülmener Anzeiger und der Dülmen-Halterner Volkszeitung. Sie hat sich mit den Westfälischen Nachrichten und weiteren Verlagspartnern in der Region zur Zeitungsgruppe Münsterland zusammengeschlossen. Die verkaufte Auflage beträgt 6368 Exemplare, ein Minus von 36,2 Prozent seit 1998. Die Dülmener Zeitung gehört zum Verlag J. Horstmann und wird im Aschendorff Druckzentrum an der Hansalinie in Münster-Mecklenbeck gedruckt.

## Inhalt
Der inhaltliche Schwerpunkt der Dülmener Zeitung liegt in der lokalen Berichterstattung. Gemeinsam mit den anderen Titeln der Zeitungsgruppe Münsterland im Kreis Coesfeld gibt es eine gemeinsame Kreisseite, die im Pressehaus der Allgemeinen Zeitung Coesfeld redaktionell betreut wird. Für die überregionale Berichterstattung ist die gemeinsame Zentralredaktion der Westfälischen Nachrichten in Münster zuständig. Neben der eigentlichen Lokalredaktion in Dülmen existiert weiterhin eine lokale Sportredaktion, die sich den Sportereignissen in der Stadt widmet.
Traditionell ist die Zeitung eng mit dem Leben Dülmens verbunden. So sind selbst ihre ältesten Ausgaben im örtlichen Stadtarchiv eingelagert. Die Zeitungsgruppe Münsterland tendiert dabei in ihrer Grundausrichtung eher dem konservativen politischen Spektrum zu.

## Auflage
Die Dülmener Zeitung hat wie die meisten deutschen Tageszeitungen in den vergangenen Jahren an Auflage eingebüßt. Die verkaufte Auflage ist in den vergangenen 10 Jahren um durchschnittlich 2,3 % pro Jahr gesunken. Im vergangenen Jahr hat sie um 2,7 % abgenommen. Sie beträgt gegenwärtig 6368 Exemplare. Der Anteil der Abonnements an der verkauften Auflage liegt bei 88 Prozent.
| 1998 | 1999 | 2000 | 2001 | 2002 | 2003 | 2004 | 2005 | 2006 | 2007 | 2008 | 2009 | 2010 | 2011 | 2012 | 2013 | 2014 | 2015 | 2016 | 2017 | 2018 | 2019 | 2020 | 2021 | 2022 | 2023 | 2024 |
| ---- | ---- | ---- | ---- | ---- | ---- | ---- | ---- | ---- | ---- | ---- | ---- | ---- | ---- | ---- | ---- | ---- | ---- | ---- | ---- | ---- | ---- | ---- | ---- | ---- | ---- | ---- |
| 9984 | 9990 | 9921 | 9931 | 9795 | 9838 | 9616 | 9441 | 9276 | 9132 | 9035 | 8828 | 8832 | 8704 | 8495 | 8144 | 8062 | 7860 | 7731 | 7517 | 7370 | 7176 | 7093 | 6999 | 6774 | 6544 | 6368 |